# Lucho González
Luis Oscar „Lucho” González (ur. 19 stycznia 1981 w Buenos Aires) – argentyński piłkarz występujący na pozycji pomocnika. Obecnie jest zawodnikiem brazylijskiego klubu Athletico Paranaense.

## Życiorys
González jest wychowankiem Club Atlético Huracán i to w tym klubie rozpoczynał zawodową karierę. W 2002 roku przeszedł do lokalnego rywala – River Plate, z którym zdobył mistrzostwo kraju w 2003 i 2004 roku. W 2005 roku przeniósł się do FC Porto i w nowym zespole od razu wywalczył sobie miejsce w podstawowej jedenastce. Razem z drużyną argentyński gracz trzy razy z rzędu sięgnął po tytuł mistrza Portugalii – w 2006, 2007 i 2008 roku. 1 lipca 2009 podpisał kontrakt z Olympique Marsylia. Od zimowego okna transferowego 2011/12 ponownie w FC Porto.
W reprezentacji González zadebiutował 31 stycznia 2003 roku w meczu z Hondurasem. W kadrze rozegrał dotychczas ponad 40 spotkań. Brał udział w Copa América 2004 oraz Copa América 2007 i na obu tych imprezach zdobywał srebrne medale. Z drużyną narodową zdobył złoty medal Igrzysk Olimpijskich w Atenach.
Lucho znalazł się także w kadrze Argentyny na Mistrzostwa Świata 2006. W pierwszym meczu z Wybrzeżem Kości Słoniowej wszedł na boisko z ławki rezerwowych, a w drugim doznał kontuzji i w 17 minucie został zastąpiony przez Estebana Cambiasso. Do pierwszego składu wrócił w przegranym po rzutach karnych meczu ćwierćfinałowym z reprezentacją Niemiec.
Wraz z OM zdobył Puchar Ligi Francuskiej i mistrzostwo Francji w 2010.
| Sezon   | Klub                      | Kraj       | Rozgrywki        | Mecze | Bramki | Rozgrywki Europy                    | Mecze | Bramki |
| ------- | ------------------------- | ---------- | ---------------- | ----- | ------ | ----------------------------------- | ----- | ------ |
| 1998/99 | Club Atlético Huracán     | Argentyna  | Primera División | 7     | 0      | –                                   | –     | –      |
| 1999/00 | Club Atlético Huracán     | Argentyna  | Primera División | 33    | 5      | –                                   | –     | –      |
| 2000/01 | Club Atlético Huracán     | Argentyna  | Primera División | 34    | 3      | –                                   | –     | –      |
| 2001/02 | Club Atlético Huracán     | Argentyna  | Primera División | 36    | 4      | –                                   | –     | –      |
| 2002/03 | Club Atlético River Plate | Argentyna  | Primera División | 32    | 8      | –                                   | –     | –      |
| 2003/04 | Club Atlético River Plate | Argentyna  | Primera División | 24    | 2      | –                                   | –     | –      |
| 2004/05 | Club Atlético River Plate | Argentyna  | Primera División | 13    | 4      | –                                   | –     | –      |
| 2005/06 | FC Porto                  | Portugalia | Liga Sagres      | 30    | 10     | Liga Mistrzów UEFA                  | 6     | 1      |
| 2006/07 | FC Porto                  | Portugalia | Liga Sagres      | 30    | 9      | Liga Mistrzów UEFA                  | 8     | 3      |
| 2007/08 | FC Porto                  | Portugalia | Liga Sagres      | 28    | 4      | Liga Mistrzów UEFA                  | 7     | 3      |
| 2008/09 | FC Porto                  | Portugalia | Liga Sagres      | 23    | 9      | Liga Mistrzów UEFA                  | 9     | 2      |
| 2009/10 | Olympique Marsylia        | Francja    | Ligue 1          | 32    | 5      | Liga Mistrzów UEFA Liga Europy UEFA | 5 3   | 2 0    |
| 2010/11 | Olympique Marsylia        | Francja    | Ligue 1          | 36    | 8      | Liga Mistrzów UEFA                  | 8     | 2      |
| 2011/12 | Olympique Marsylia        | Francja    | Ligue 1          | 19    | 2      | Liga Mistrzów UEFA                  | 6     | 1      |
| 2011/12 | FC Porto                  | Portugalia | Liga Sagres      | 12    | 1      | Liga Europy UEFA                    | 2     | 0      |
| 2012/13 | FC Porto                  | Portugalia | Liga Sagres      | 29    | 6      | –                                   | –     | –      |

Stan na: 5 czerwca 2012 r.